# Hermandad

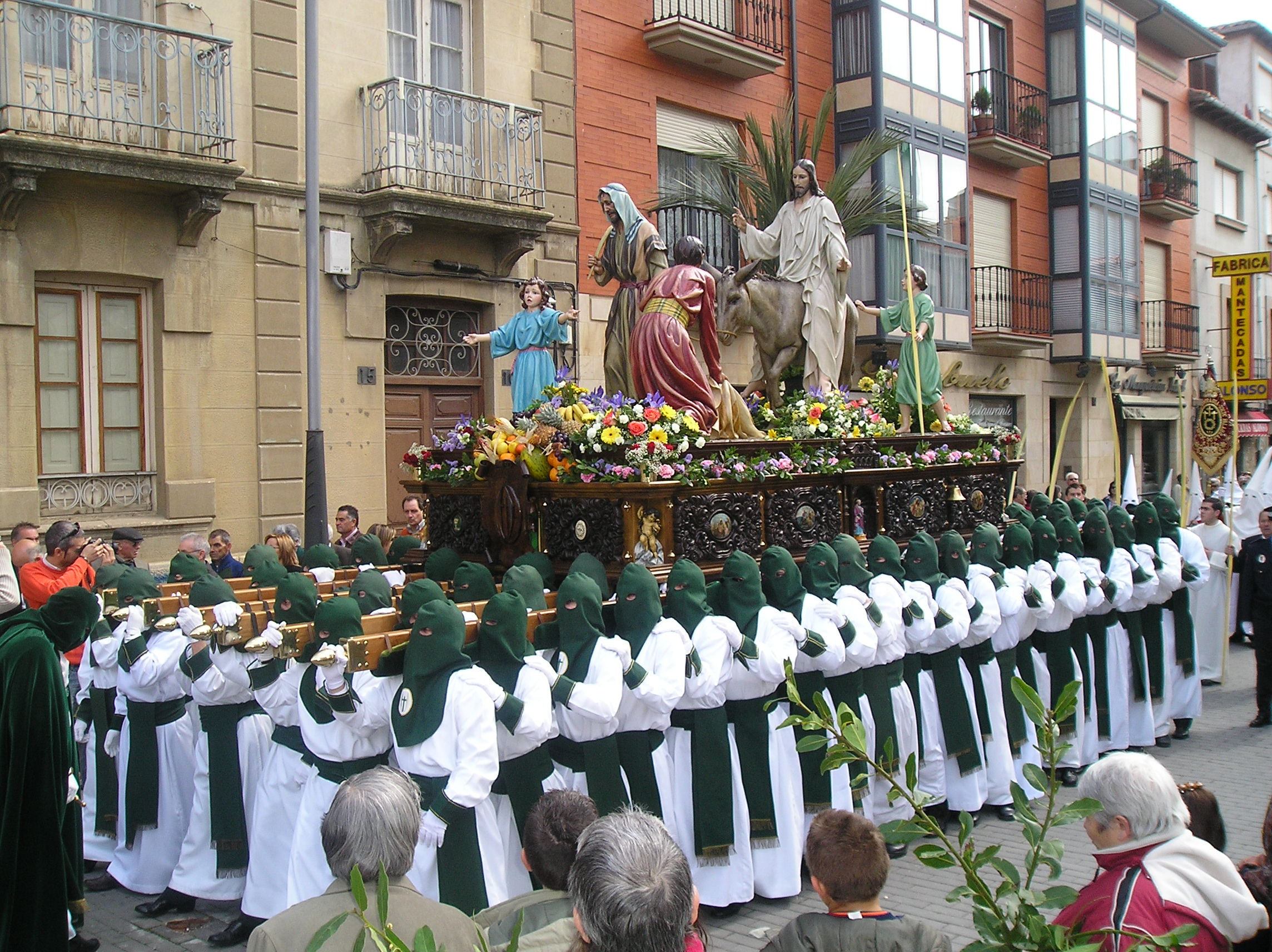
Mitglieder der Cofradía de la Entrada de Jesús en Jerusalén tragen ihren Paso bei der Prozession in Astorga (Provinz León)

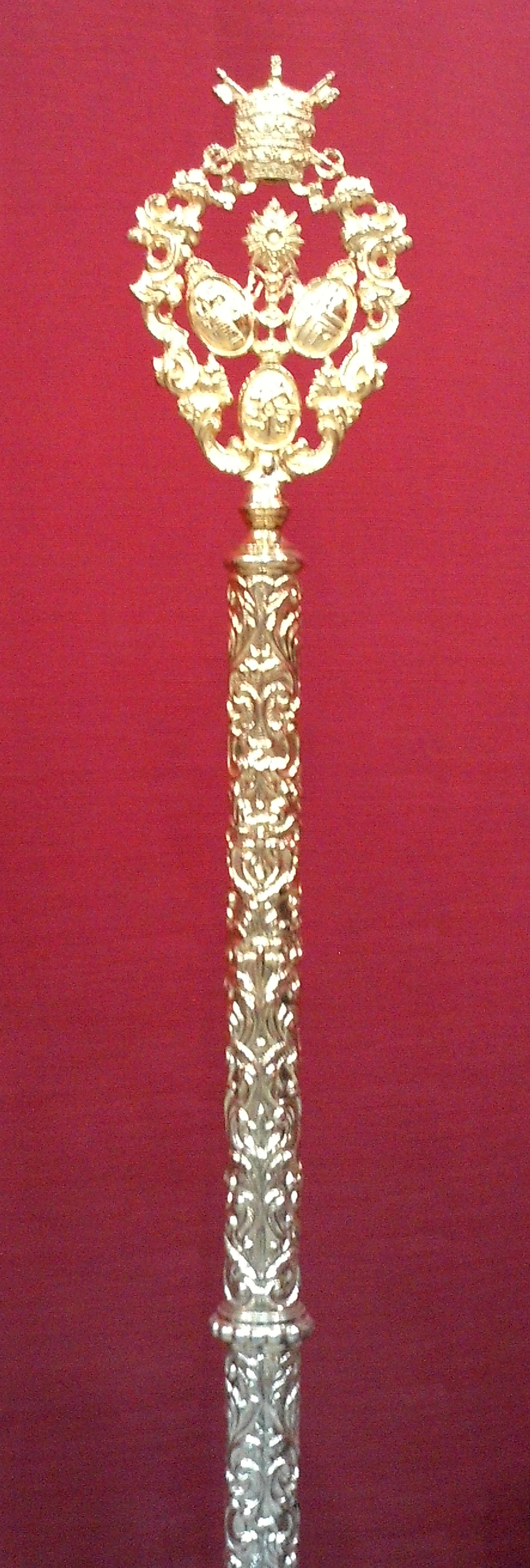
Amtsstab des Hermano mayor der Hermandad Sacramental de Jesús del Poder y Nuestra Señora de la Anunciación (Sevilla)

Als Hermandad (spanisch für „Bruderschaft“; Mehrzahl Hermandades) bezeichnen sich im spanischen Sprachraum Vereinigungen, die sich sowohl religiösen, als auch gemeinnützigen Zielen widmen.
Den Hermandades vergleichbar sind die etwas stärker religiös ausgerichteten Cofradías (von spanisch cofrade „Mitbruder“; allgem.: „Mitglied einer Gemeinschaft“).
Im Gegensatz zu den Hermandades waren die Cofradías, ähnlich den mittelalterlichen Gilden, ursprünglich den Vertretern einer bestimmten Berufsgruppe, eines sozialen Standes oder einer ethnischen Gruppe vorbehalten.
Da heutige Cofradías die Zugangsbeschränkungen mehrheitlich aufgehoben haben oder zumindest offener gestalten, werden die Bezeichnungen Hermandad und Cofradía nur noch aus Traditionsgründen beibehalten, ansonsten aber nahezu gleichbedeutend verwendet.

## Geschichte

### Hermandades und Cofradías als gemeinnützige Vereinigungen

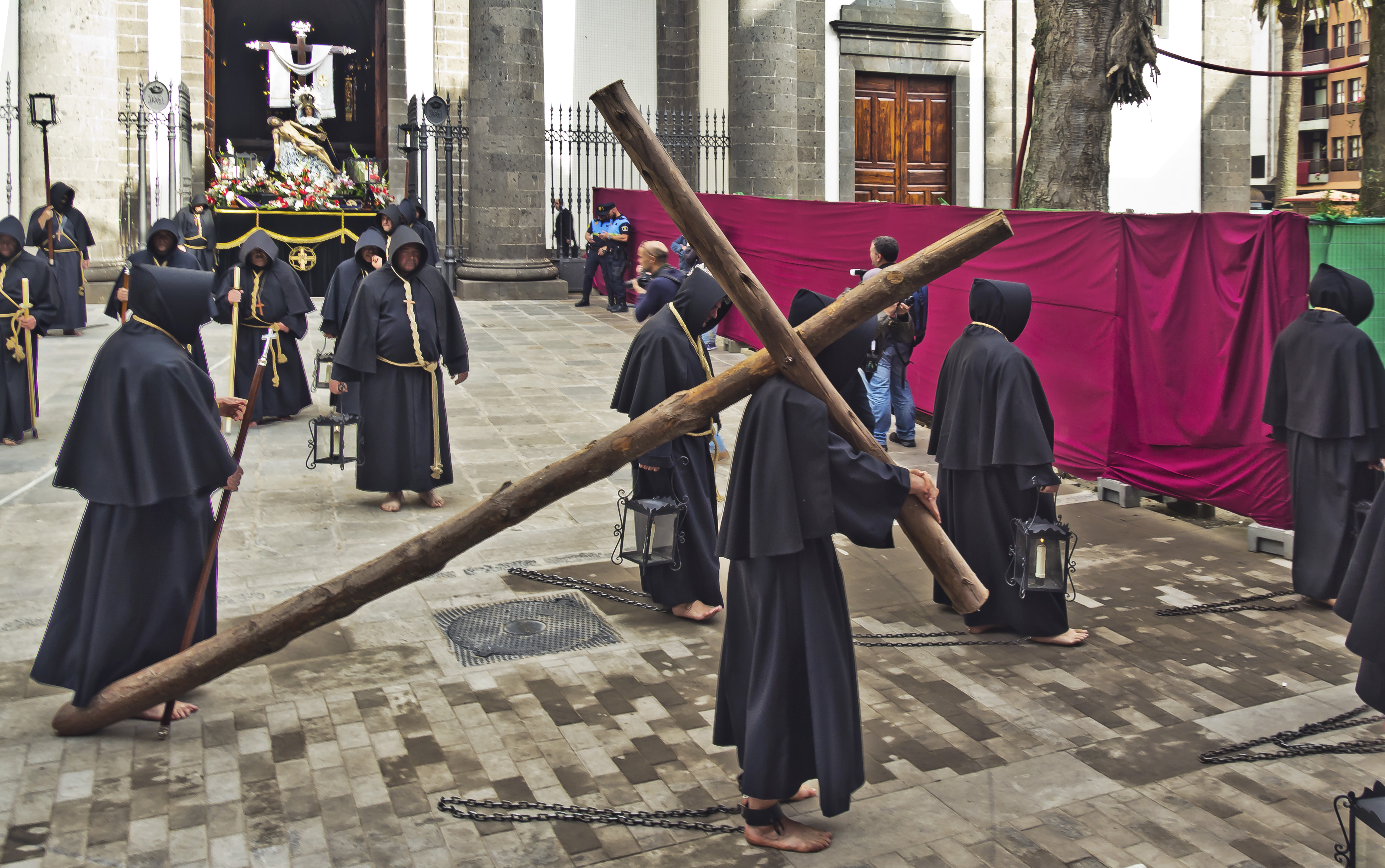
Büßer der Cofradía del Lignum Crucis in San Cristóbal de La Laguna (Teneriffa)

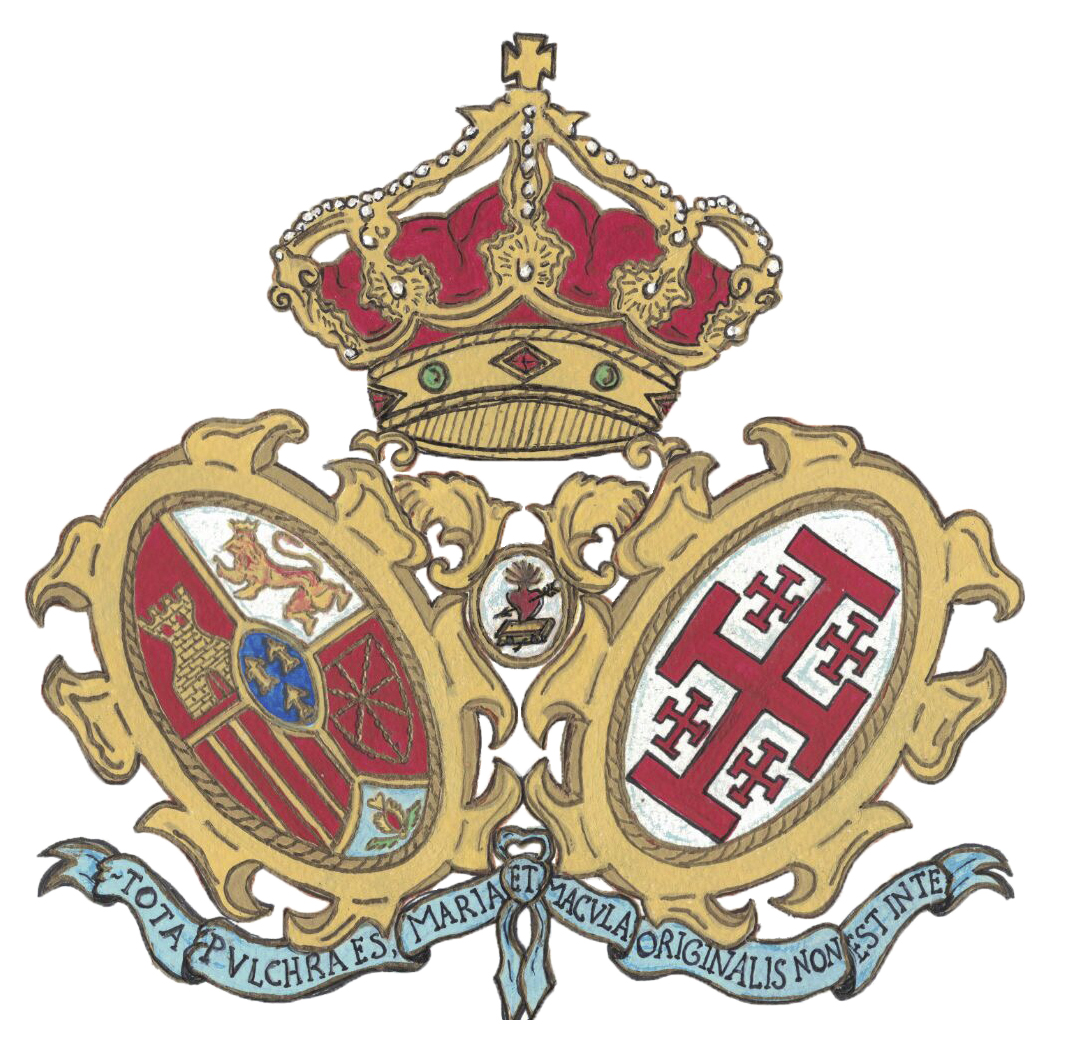
Wappen der Hermandad Nazareno (Sanlúcar de Barrameda)

Im 11. Jahrhundert entstanden in Spanien die ersten Cofradías als Berufsvereinigungen zur Verteidigung der gemeinsamen Interessen ihrer Mitglieder. Damit verbunden war die gemeinsame Durchführung von Gottesdiensten in Kapellen oder an Altären in den Gemeindekirchen unter dem Patronat der Cofradías.
Die gemeinnützigen Aufgaben der Hermandades und Cofradías waren vor allem:
- sich um eine angemessene Bestattung von Verstorbenen zu kümmern
- Krankenhäuser zu betreiben
- Witwen und Waisen zu unterstützen
- die Mitgift aufzubringen, um auch den Mädchen aus ärmeren Elternhäusern eine Heirat zu ermöglichen
- Gefangene frei zu kaufen, die z. B. in den kriegerischen Auseinandersetzungen während der Reconquista in maurische Gefangenschaft geraten waren
- in Notzeiten Korn zu verteilen

Diese Tätigkeiten waren immer verbunden mit der Verbreitung des christlichen Glaubens.
Militärische Cofradías widmeten sich – wie die militärischen Orden – der Verteidigung von Landstrichen, die durch die Reconquista erobert worden waren gegenüber Rückeroberungsversuchen durch muslimische Truppen.

### Hermandades und Cofradías als religiöse Vereinigungen

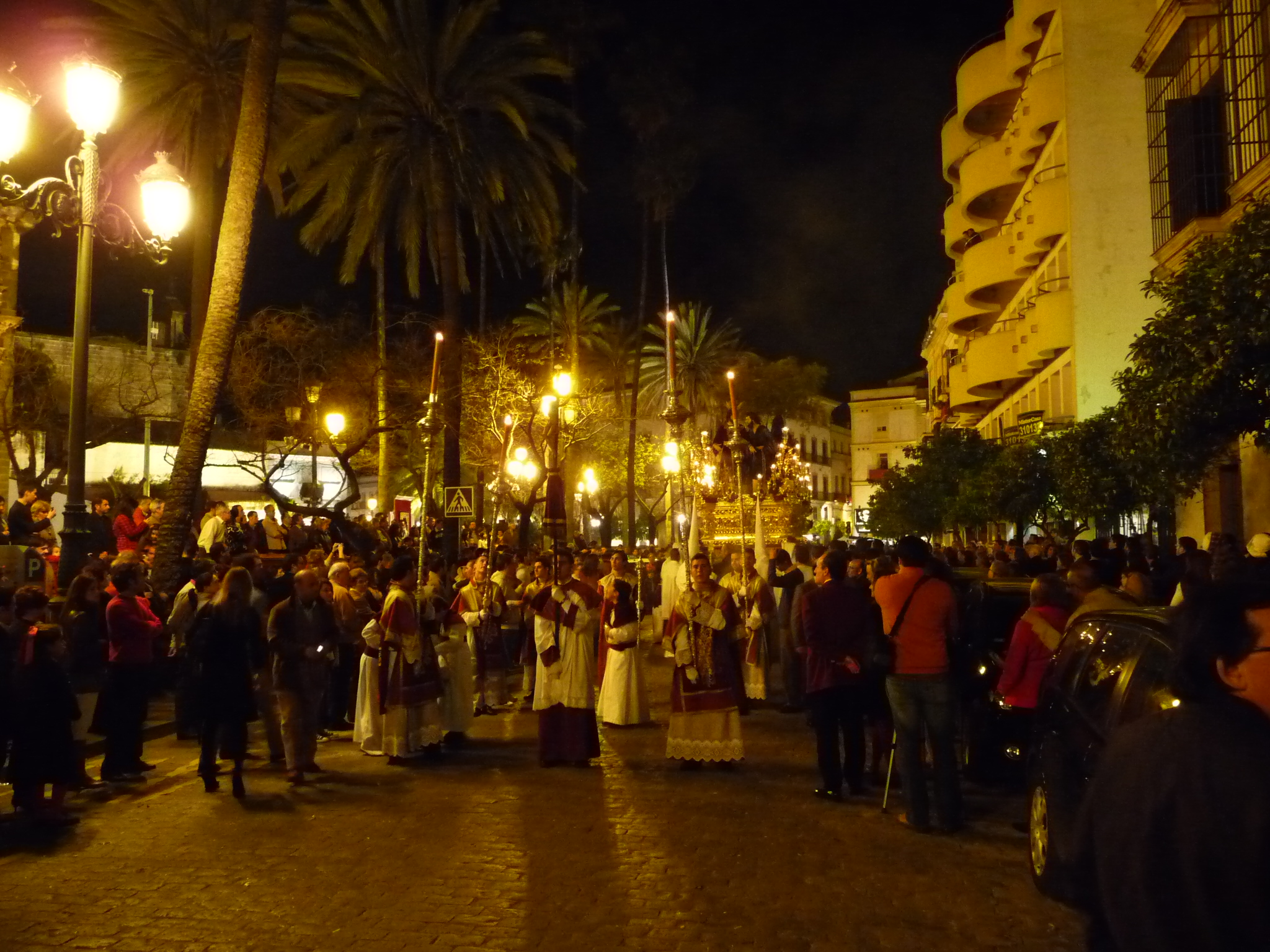
Hermandad del Prendimiento (Jerez de la Frontera)

Ab dem 16. Jahrhundert findet sich die Abhaltung regelmäßiger Prozessionen als Ziel in den Satzungen. Es entstanden die Cofradías Penitenciales („Bußbruderschaften“), deren Hauptanliegen darin bestand, Bußübungen ihrer Mitglieder zu organisieren. Diese bestanden aus einer öffentlichen Beichte, häufig fanden Selbstgeißelungen statt. Die Geißelungen wurden im Jahr 1777 durch eine Königliche Verfügung verboten.
Durch Beiträge und Spenden entstanden in den folgenden Jahrhunderten Stiftungen zur Finanzierung der Aktivitäten der Hermandades. Im Jahr 1773 wurden in Kastilien 19.024 und in Aragonien 6.557 Cofradías gezählt. Unter der Regierung des Königs Karl III. wurden große Teile der Vermögen der Cofradías eingezogen und der öffentlichen Armenfürsorge und der öffentlichen Witwenversorgung zugeführt.
Im 19. Jahrhundert wurden die Mittel der Toten Hand, zu denen auch die Bruderschaften zählten, durch die Desamortisation in Spanien eingezogen. Das führte dazu, dass sich viele dieser Vereinigungen auflösten. Eine Anzahl von Vereinigungen wurden nach dem Regierungsantritt des Königs Alfons XII. im Jahr 1874 neu- oder wiedergegründet.
Durch die antiklerikal geprägte Politik der Zweiten Spanischen Republik kam es kurz nach deren Proklamation im Jahr 1931 in der Folge teilweise gewaltsamer Ausschreitungen gegen kirchliche und kirchennahe Einrichtungen erneut zur Auflösung zahlreicher Vereinigungen. Nach dem Spanischen Bürgerkrieg beförderte der Nationalkatholizismus, die Allianz der katholischen Kirche mit der Franco-Diktatur, die Wiederbelebung oder Neugründung vieler Hermandades bzw. Cofradías.

### Hermandades als Ordnungsmacht: Die Santa Hermandad
Bis zum Jahr 1835 bestanden in vielen Städten Spaniens örtliche Polizeitruppen, die ebenfalls Hermandad genannt wurden.
Sie sollten die Sicherheit in ländlichen Gebieten garantieren. In der Zeit von 1476 bis 1498 waren diese Institutionen in Kastilien unter dem Namen Santa Hermandad oder Hermandad general zentral organisiert.

## Organisationsstruktur und Mitgliedschaft
Die Organisation der Bruderschaften ist streng hierarchisch strukturiert, an oberster Stelle der nach wie vor überwiegend patriarchalisch ausgerichteten Vereinigungen steht ein von den stimmberechtigten Mitgliedern gewählter Hermano mayor („Oberster Bruder“). Erst 2012, ein Jahr nach der offiziellen kirchlichen Verkündigung der vollen rechtlichen Gleichstellung aller Geschlechter innerhalb der Hermandades durch den Erzbischof von Sevilla, bekleidete mit der Literaturprofessorin Maruja Vilches die erste Frau die höchste Position einer Hermana mayor.
Die Vereinigungen stehen heute grundsätzlich allen Gläubigen offen, die der katholischen Kirche angehören und nicht von den Sakramenten ausgeschlossen sind. Neben der Vorlage des Taufscheins, der Abgabe einer Begründung der Antragsstellung, der Verpflichtung zur Einhaltung der Statuten und eines ausdrücklichen Glaubensbekenntnisses bedarf es zur Aufnahme oftmals noch der Fürsprache bzw. Bürgschaft einer per Satzung festgelegten Mindestanzahl von Mitgliedern, die die moralische und religiöse Integrität der Antragsstellenden bezeugen.

### Satzungen
Die Mitgliedschaft ist durch meist umfangreiche und bis ins Privatleben hineinwirkende Satzungen geregelt. So verstehen sich die Bruderschaften auch heute noch als Vereinigungen von Laien mit dem vorrangigen Ziel gemeinsamer Glaubensausübung. Ihre Tätigkeit besteht in der Förderung der Verehrung ihres Schutzpatrons, der Fürsprecher und Verteidiger der Mitglieder ist. Dazu gehört die Finanzierung neuer Figuren, ihre Pflege und Bekleidung, sowie die Ausstattung und Instandhaltung ihrer Kapellen und Altare.

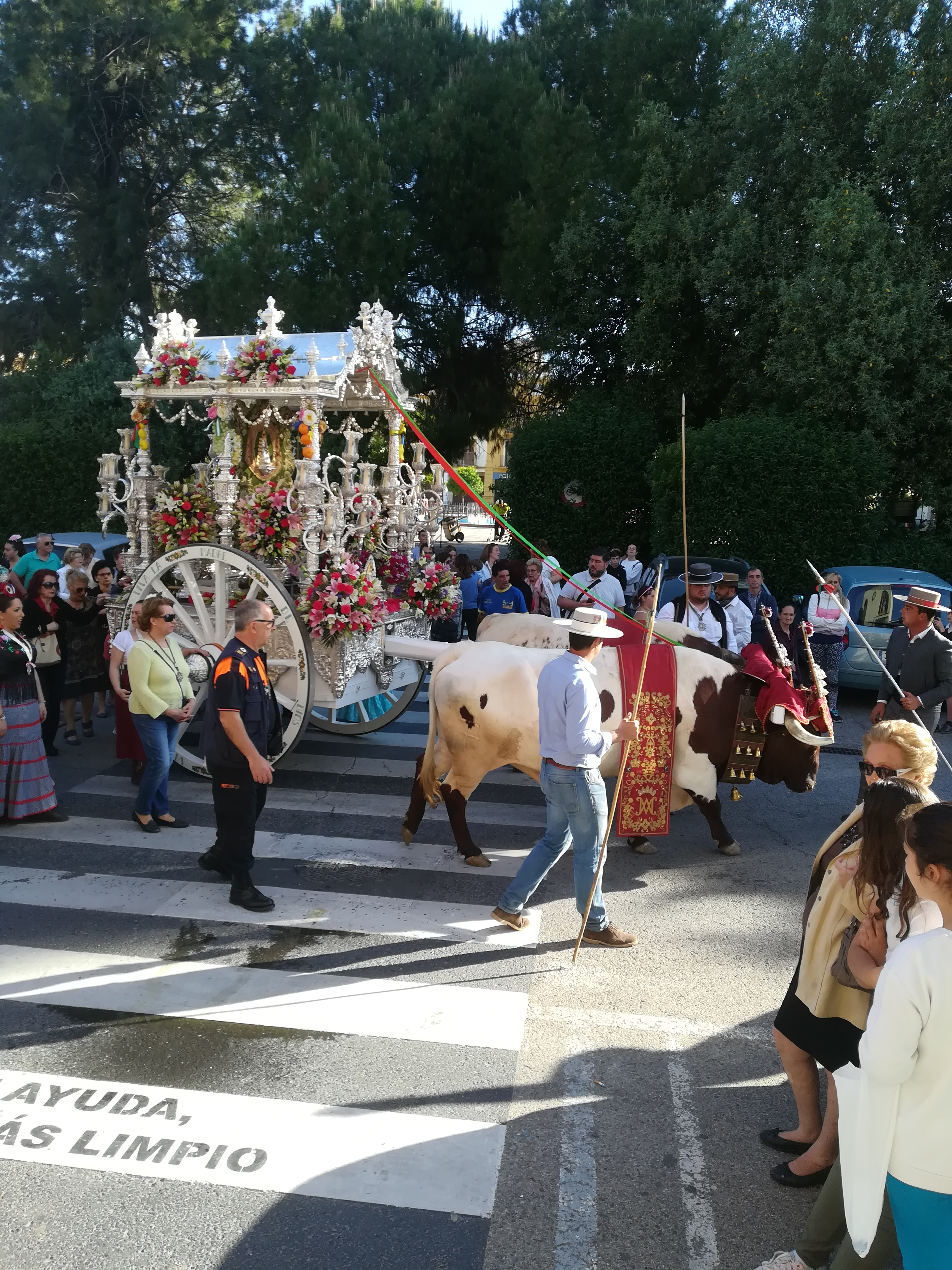
Wallfahrt der Hermandad del Rocío de San Juan de Aznalfarache (Sevilla)

### Bekleidung
Im 17. Jahrhundert kam die heute noch verwendete Bekleidung der Mitglieder auf. Sie besteht meist aus einem spitzen, der mittelalterlichen Ketzermitra aus der Zeit der Spanischen Inquisition nachgebildeten Papierhut (Coroza), dessen Samtbezug in ein Tuch übergeht, das den Kopf, die Schultern und Brust bedeckt. Dieses Tuch hat Augenschlitze und trägt häufig das Wappen der Hermandad. Die Tunika hat farbige Knöpfe. Um sie wird ein geflochtenes farbiges Zingulum als Bauchbinde getragen, gelegentlich auch eine Schärpe. Der Umhang wird im vorderen Bereich des Körpers weit offen getragen damit die Arme frei sind.

## Wirken und Bedeutung in der Gegenwart
Nach außen treten die Hermandades und Cofradías durch ihre Prozessionen in Erscheinung, die meist während der Semana Santa stattfinden, sowie durch die Teilnahme ihrer Mitglieder an Wallfahrten, wie der Romería de El Rocío. Da die genannten Feierlichkeiten durch ihre oftmals spektakuläre Ausgestaltung überregionale, oftmals sogar internationale Bedeutung erlangt haben und damit erheblich zur Förderung des Tourismus beitragen, bestehen heute meist enge Verbindungen zwischen den Vereinigungen und den regionalen bzw. staatlichen Tourismusverbänden.
Die Hermandades entwickeln darüber hinaus gemeinnützige Aktivitäten und fördern bei ihren Mitgliedern die Bereitschaft zum sozialen Engagement. Durch ihre Einbindung in das alltägliche weltliche und religiöse Leben haben die Hermandades und Cofradías ausgedehnte Netzwerke mit Verbindungen in Kirche, Staat und Wirtschaft geschaffen, die ihnen auch Jahrzehnte nach dem Ende der Franco-Diktatur immer noch eine einflussreiche Machtposition in der spanischen Gesellschaft sichert.